# Alessandra Borghese
Alessandra Borghese (Roma, 25 settembre 1963) è una scrittrice e giornalista italiana.

## Biografia
Alessandra Romana Borghese è figlia del principe Alessandro Romano Borghese (1924-1994) e di Fabrizia dei conti Citterio (1938). È stata sposata per due anni con l'armatore greco Konstantinos Niarchos, dal quale ha poi divorziato. Precedentemente aveva avuto un relazione con Marco Fabio Nesbitt, terminata con un gesto disperato di lui. È una delle eredi della potente famiglia romana che ha abitato la famosa Villa Borghese Pinciana e il Palazzo Borghese fino agli inizi del XX secolo.
Compie studi cattolici presso l'Istituto Trinità dei Monti di Roma. Consegue la laurea in Business Administration al John Cabot College di Roma con specializzazione in marketing e management. Lavora per tre anni nella città di New York presso la società American Express.
Ritornata a Roma, nel 1990 fonda il Centro Culturale Alessandra Borghese. Si occupa di ideare e organizzare, esposizioni d'arte di grande successo e prestigio internazionale come Intorno al Futurismo (1991/92), La Seduzione da Boucher a Warhol (1992/93), Tamara de Lempicka (1994). Ed ancora, Cinema: Cento anni di meraviglia (1994/95), Leni Riefenstahl (1996), Passione per la Vita: la rivoluzione dell'arte messicana del XX secolo (1996/97).
Negli stessi anni segue il restauro di una proprietà di famiglia del XVII secolo vicino Montecatini Terme, la Villa medicea di Montevettolini, trasformandone la Fattoria Medicea da azienda agricola a polo turistico alberghiero. Per promuovere la nuova struttura organizza la manifestazione Country Art alla Fattoria Medicea (1995/96). Durante la seconda edizione della stessa commissiona ai maggiori artisti figurativi contemporanei italiani la mostra I Borghese, una committenza nel 1996, a cui fa seguito un convegno internazionale sul tema della committenza artistica contemporanea.
Per il Giubileo del 2000 diventa consigliere speciale per la Cultura e il Turismo (incarico fiduciario e non politico) dell'allora sindaco di Roma Francesco Rutelli. Negli anni ha promosso e organizzato delle celebrazioni liturgiche nelle più importanti Basiliche romane, presieduta da cardinali della curia ed accompagnate musicalmente da grandi orchestre internazionali come il Coro di Ratisbona (1999), la Grande Orchestra di Dresda (2000) e la Camerata Salzburg (2001).
Dal 2001 è autrice di libri, alcuni dei quali best seller. Dal maggio 2005 è hospitalière del Santuario Notre Dame de Lourdes e dal luglio 2006 è componente del consiglio di amministrazione della Fondazione Civitas Lateranensis, carica rinnovata anche per il secondo quinquennio fino al 2016, che ha come fine la promozione e il sostegno della Pontificia Università Lateranense. Dopo aver collaborato con Panorama, con il quotidiano Il Tempo ed il settimanale Gente, ha scritto per Style Magazine, mensile del Corriere della Sera, e per QN. Il Resto del Carlino - La Nazione - Il Giorno per il quale ha firmato la rubrica Lo Sguardo. Ha curato inoltre la rubrica Via della Conciliazione per il Messaggero di Sant'Antonio.
Ha guidato la lista dell'Unione dei Democratici Cristiani e Democratici di Centro al Senato nella circoscrizione Lazio alle elezioni politiche del 2008. Dal novembre 2009 al giugno 2011 ha collaborato con Expò 2015 promuovendo e coordinando incontri istituzionali sotto il titolo Expò e Chiesa: un dialogo aperto verso il 2015. È uscita nel 2011 la sua pubblicazione Aplomb Vaticano, una raccolta di articoli pubblicati su Style del Corriere della Sera, seguita nel 2013 dal romanzo La padrona.

## Controversie
Nel 2009 le fu affidato l'incarico di consulenza per tenere i rapporti fra Expò 2015 e il Vaticano. Il compenso di 150.000 euro l'anno divenne oggetto di una interpellanza nel consiglio della fiera. Al cambio di dirigenza la collaborazione cessò.

## Opere
- A cura di Alessandra Borghese e Sergio Illuminato, Intorno al futurismo, Roma, Leonardo - De Luca, 1991. Catalogo della mostra tenuta in occasione del Romafestival 91 presso le Scuderie di Palazzo Ruspoli e Museo del Genio dal 16 novembre 1991 al 31 gennaio 1992.
- A cura di Maurizio Calvesi e Alessandra Borghese, Tamara De Lempicka. Tra eleganza e trasgressione, Milano, Leonardo Arte, 1994, ISBN 88-7813-500-3. Catalogo della Mostra tenuta a Roma nel 1994
- A cura di Alessandra Borghese e Miguel Angel Corzo, Passione per la vita. La rivoluzione dell'arte messicana nel XX secolo, Milano,  Leonardo arte, 1997, ISBN 88-7813-580-1. Catalogo della mostra tenuta a Napoli nel 1997.
- Interno-esterno/alterno, project Alessandra Borghese, scientific curator Achille Bonito Oliva, Milano, Electa, 1998. Mostra tenuta a New York, 1998.
- A cura di Alessandra Borghese e Ludovico Pratesi, La festa dell'arte. Roma - Ex mattatoio - 26, 27 e 28 giugno 1998, Roma, Palombi, 1998. Catalogo.
- Alessandra Borghese e Gloria von Thurn und Taxis, Noblesse oblige. Le nostre buone maniere dalla A alla Z, Milano, Mondadori, 2001, ISBN 88-04-49617-7; 2003, ISBN 88-04-51436-1.
- Alessandra Borghese, Con occhi nuovi. La storia della mia conversione, Casale Monferrato, Piemme, 2004, ISBN 88-384-8476-7.
- Alessandra Borghese, Ritorno in India. Diario di viaggio, Casale Monferrato, Piemme, 2006, ISBN 88-384-7735-3.
- Alessandra Borghese, Sete di Dio, Casale Monferrato, Piemme, 2006, ISBN 88-384-8607-7.
- Alessandra Borghese, Sulle tracce di Joseph Ratzinger. Siena, Cantagalli, 2007, ISBN 978-88-8272-299-9.
- Alessandra Borghese, Lourdes. I miei giorni al servizio di Maria, Milano, Mondadori, 2008, ISBN 978-88-04-57417-0.
- Alessandra Borghese e Carlo Caffarra, La verità chiede di essere conosciuta, Milano, Rizzoli, 2009, ISBN 978-88-17-03482-1.
- Alessandra Borghese, Aplomb vaticano. Appunti per Style Magazine, Città del Vaticano, Libreria Editrice Vaticana, 2011, ISBN 978-88-209-8597-4.
- Buongiorno monsignore, ritratti di Gloria von Thurn und Taxis, testi di Alessandra Borghese, Roma, Pieraldo, 2013, ISBN 978-88-96834-14-5.
- Alessandra Borghese, La padrona. Diario segreto di una donna romana del Seicento. Romanzo, Milano, Mondadori, 2013, ISBN 978-88-04-62474-5.
- Jubileum, fotografie di Alessandra D'Urso, testo di Alessandra Borghese, Göttingen, Steidl, 2017, ISBN 978-39-58-29258-1.